# Isla Pájaros, Campeche
Isla Pájaros är en ö i Mexiko. Ön ligger i lagunen Laguna de Términos och tillhör kommunen Carmen i delstaten Campeche, i den sydöstra delen av landet. Arean är 2,6 kvadratkilometer.
Andra öar i området är Isla del Carmen, Isla Aguada, Isla Cañon, Isla Chiquimichoc, Isla Matamoros och Isla La Arena. Ön är ett naturreservat och har ett mycket rikt djurliv.